# Osice
Osice (en allemand : Wositz) est une commune du district de Hradec Králové, dans la région de Hradec Králové, en République tchèque. Sa population s'élevait à 547 habitants en 2022.

## Géographie
Osice se trouve à 8 km au nord de Lázně Bohdaneč, à 13 km au sud-ouest de Hradec Králové et à 90 km à l'est-sud-est de Prague.
La commune est limitée par Lhota pod Libčany au nord, par Praskačka, Staré Ždánice et Plch à l'est, par Dolany au sud, et par Osičky et Syrovátka à l'ouest.

## Histoire
La première mention écrite de la localité date de 1073.

## Administration
La commune se compose de trois sections :
- Osice
- Polizy
- Trávník

## Galerie

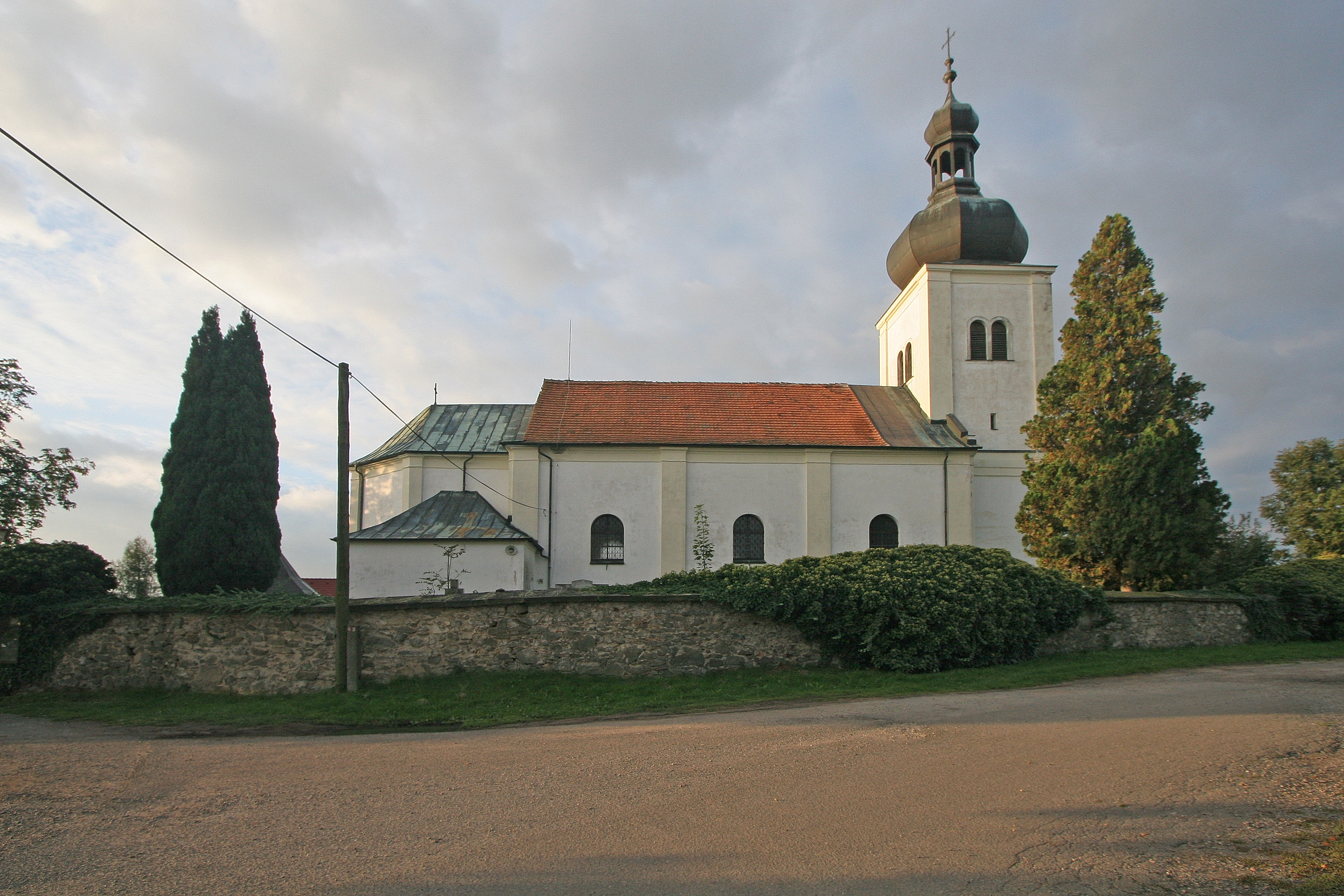
Église de l'Assomption de la Vierge Marie.
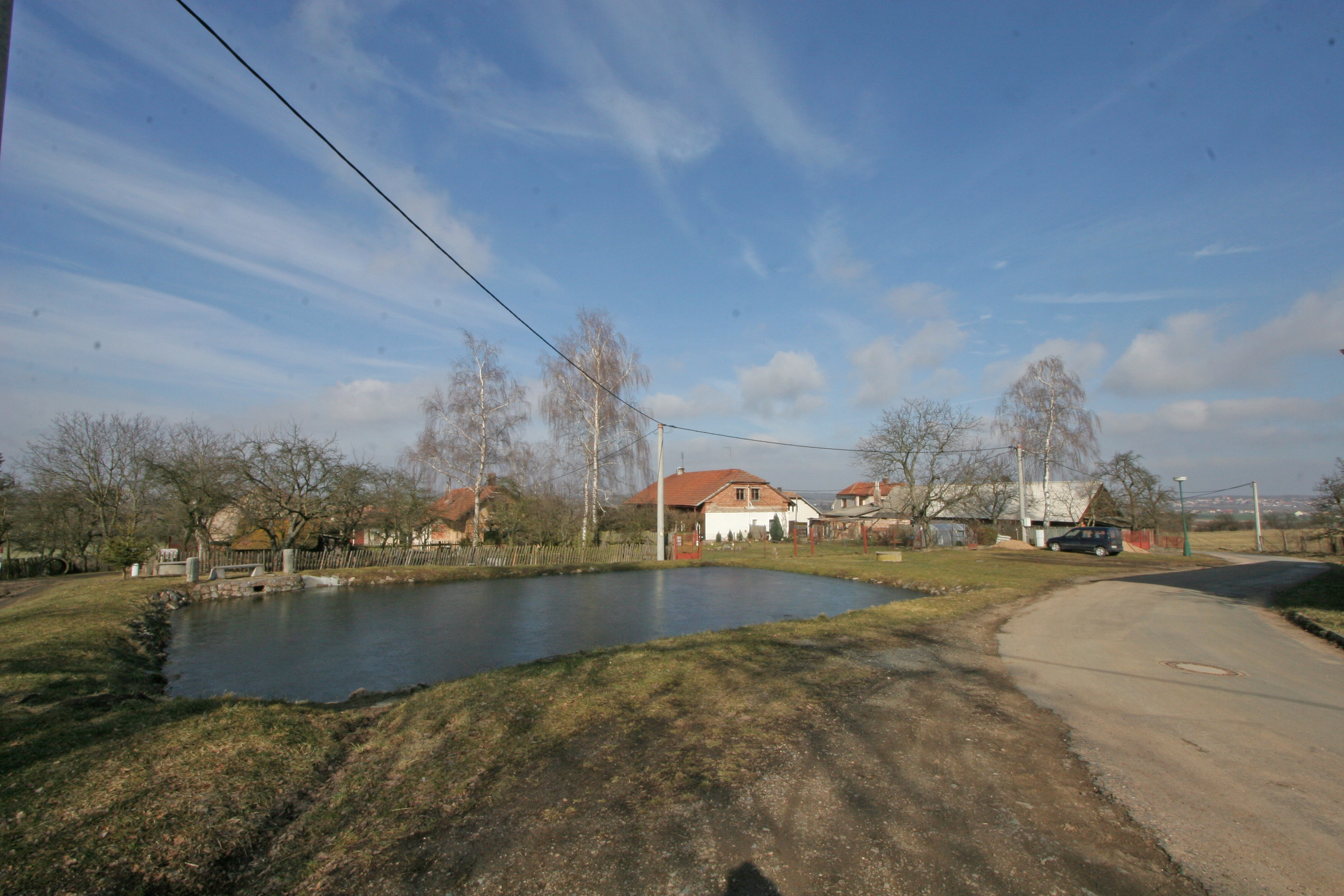
Étang de Trávník.

## Transports
Par la route, Osice se trouve à 16 km de Hradec Králové et à 103 km de Prague. Le territoire de la commune est traversé d'est en ouest par l'autoroute D11.